# Albumy numer jeden w roku 2009 (USA)
Lista najlepiej sprzedających się albumów w Stanach Zjednoczonych w 2009 tworzona przez Billboard 200. Dane kompletowane są przez Nielsen SoundScan w oparciu o cotygodniowe wyniki sprzedaży cyfrowej oraz fizycznej albumów.

## Historia notowania
| Data publikacji | Album                             | Artysta             | Źródło        |
| --------------- | --------------------------------- | ------------------- | ------------- |
| 3 stycznia      | Fearless                          | Taylor Swift        | [ 1 ]         |
| 10 stycznia     | Fearless                          | Taylor Swift        | [ 2 ]         |
| 17 stycznia     | Fearless                          | Taylor Swift        | [ 3 ] [ 4 ]   |
| 24 stycznia     | Fearless                          | Taylor Swift        | [ 5 ] [ 6 ]   |
| 31 stycznia     | Fearless                          | Taylor Swift        | [ 7 ] [ 8 ]   |
| 7 lutego        | Fearless                          | Taylor Swift        | [ 9 ] [ 10 ]  |
| 14 lutego       | Working on a Dream                | Bruce Springsteen   | [ 11 ] [ 12 ] |
| 21 lutego       | The Fray                          | The Fray            | [ 13 ] [ 14 ] |
| 28 lutego       | Fearless                          | Taylor Swift        | [ 15 ] [ 16 ] |
| 7 marca         | Fearless                          | Taylor Swift        | [ 17 ] [ 18 ] |
| 14 marca        | Fearless                          | Taylor Swift        | [ 19 ] [ 20 ] |
| 21 marca        | No Line on the Horizon            | U2                  | [ 21 ] [ 22 ] |
| 28 marca        | All I Ever Wanted                 | Kelly Clarkson      | [ 23 ]        |
| 4 kwietnia      | All I Ever Wanted                 | Kelly Clarkson      | [ 24 ]        |
| 11 kwietnia     | Now That’s What I Call Music! 30  | Różni artyści       | [ 25 ]        |
| 18 kwietnia     | Defying Gravity                   | Keith Urban         | [ 26 ]        |
| 25 kwietnia     | Unstoppable                       | Rascal Flatts       | [ 27 ] [ 28 ] |
| 2 maja          | Hannah Montana: The Movie         | ścieżka dźwiękowa   | [ 29 ] [ 30 ] |
| 9 maja          | Deeper Than Rap                   | Rick Ross           | [ 31 ] [ 32 ] |
| 16 maja         | Together Through Life             | Bob Dylan           | [ 33 ] [ 34 ] |
| 23 maja         | Epiphany                          | Chrisette Michele   | [ 35 ] [ 36 ] |
| 30 maja         | 21st Century Breakdown            | Green Day           | [ 37 ] [ 38 ] |
| 6 czerwca       | Relapse                           | Eminem              | [ 39 ] [ 40 ] |
| 13 czerwca      | Relapse                           | Eminem              | [ 41 ]        |
| 20 czerwca      | Big Whiskey and the GrooGrux King | Dave Matthews Band  | [ 42 ] [ 43 ] |
| 27 czerwca      | The E.N.D                         | The Black Eyed Peas | [ 44 ] [ 45 ] |
| 4 lipca         | Lines, Vines and Trying Times     | Jonas Brothers      | [ 46 ] [ 47 ] |
| 11 lipca        | The E.N.D.                        | Black Eyed Peas     | [ 48 ]        |
| 18 lipca        | Now That’s What I Call Music! 31  | Różni artyści       | [ 49 ] [ 50 ] |
| 25 lipca        | BLACKsummers'night                | Maxwell             | [ 51 ] [ 52 ] |
| 1 sierpnia      | Leave This Town                   | Daughtry            | [ 53 ] [ 54 ] |
| 8 sierpnia      | Here We Go Again                  | Demi Lovato         | [ 55 ] [ 56 ] |
| 15 sierpnia     | Loso’s Way                        | Fabolous            | [ 57 ] [ 58 ] |
| 22 sierpnia     | Live on the Inside                | Sugarland           | [ 59 ] [ 60 ] |
| 29 sierpnia     | Twang                             | George Strait       | [ 61 ] [ 62 ] |
| 5 września      | Keep on Loving You                | Reba McEntire       | [ 63 ] [ 64 ] |
| 12 września     | Breakthrough                      | Colbie Caillat      | [ 65 ] [ 66 ] |
| 19 września     | I Look to You                     | Whitney Houston     | [ 67 ] [ 68 ] |
| 26 września     | The Blueprint 3                   | Jay-Z               | [ 69 ] [ 70 ] |
| 3 października  | The Blueprint 3                   | Jay-Z               | [ 71 ]        |
| 10 października | Backspacer                        | Pearl Jam           | [ 72 ] [ 73 ] |
| 17 października | Love Is the Answer                | Barbra Streisand    | [ 74 ] [ 75 ] |
| 24 października | Crazy Love                        | Michael Bublé       | [ 76 ] [ 77 ] |
| 31 października | Crazy Love                        | Michael Bublé       | [ 78 ] [ 79 ] |
| 7 listopada     | New moon: Soundtrack              | Ścieżka dźwiękowa   | [ 80 ]        |
| 14 listopada    | This Is It                        | Michael Jackson     | [ 81 ]        |
| 21 listopada    | Play On                           | Carrie Underwood    | [ 82 ]        |
| 28 listopada    | The Circle                        | Bon Jovi            | [ 83 ]        |
| 5 grudnia       | Battle Studies                    | John Mayer          | [ 84 ]        |
| 12 grudnia      | I Dreamed a Dream                 | Susan Boyle         | [ 85 ]        |
| 19 grudnia      | I Dreamed a Dream                 | Susan Boyle         | [ 86 ]        |
| 26 grudnia      | I Dreamed a Dream                 | Susan Boyle         | [ 87 ]        |